# Kochany
Kochany – wieś w Polsce, położona w województwie mazowieckim, w powiecie siedleckim, w gminie Wodynie.  Ma status sołectwa. Przez wieś przepływa rzeczka Jamielna.
W latach 1975–1998 wieś administracyjnie należała do województwa siedleckiego.
Wierni Kościoła rzymskokatolickiego należą do parafii Nawiedzenia Najświętszej Maryi Panny w Seroczynie.
Wieś królewska położona była w drugiej połowie XVI wieku w powiecie garwolińskim  ziemi czerskiej województwa mazowieckiego. 

## Historia
Kochany były zaściankiem szlacheckim rodziny Urbanków. Wieś po raz pierwszy wzmiankowano w 1565 – liczyła wówczas 3 gospodarstwa i młyn. W 1660 roku wieś wchodziła w skład starostwa Latowicz. W 1660 roku było 5 gospodarstw, a w 1662 - 16 mieszkańców. W 1784 wieś należała do Adama Czartorskiego. W 1789 liczyła 8 domów i 8 rodzin, o nazwiskach: Kosut, Flis, Urbanek, Płatek, Ositek, Bogusz, Wrzodek. W 1827 we wsi było 12 domów i 70 mieszkańców. W 1864 car Aleksander II Romanow wydał dekret o uwłaszczeniu włościan w Królestwie Polskim, na jego mocy Kochany stała się własnością mieszkających w niej rolników. W 1880 liczba domów we wsi zmniejszyła się do 9. 
Na zachód od osady odnaleziono grot brązu, wyroby krzemienne i fragmenty naczyń, wskazujące na istnienie tu w czasach przedhistorycznych cmentarzyska i osady.
Nazwa dzierżawcza, pochodzi od staropolskiego popularnego wśród włościan imienia „Kochan”.